# ЛВС-80
ЛВС-80 — шестиосный сочленённый вагон. ЛВС-80 означает Ленинградский Вагон Сочленённый проекта 1980 года.

## История
К началу восьмидесятых годов XX века необходимость освоения производства отечественных шарнирно-сочленённых трамвайных вагонов становилась все более очевидной. Такой подвижной состав требовался для обслуживания линий с большими пассажиропотоками, в особенности там, где обычные четырёхосные вагоны при максимальной частоте движения не могли удовлетворить потребности в перевозках. Опытная эксплуатация в течение длительного времени вагонов типа ЛВС-66 позволила выявить достоинства и недостатки в конструкции отечественного сочленённого вагона.
В марте 1980 года вышло указание Ленсовета произвести реконструкцию сочленённых трамваев и освоить их серийный выпуск на ЗРГЭТ. Новый тип трамвая разрабатывали конструкторы во главе с Б. М. Кулаковым, а дизайн-проект перспективного вагона подготовил Ленинградский филиал Института технической эстетики. Проект получил обозначение ЛВС-80 или 71-76. Первый вагон был выпущен в декабре 1980 года и получил заводской номер 1005, тем самым продолжив нумерацию ЛВС-66. Дизайн вагона отличался от первоначального проекта и был во многом унифицирован с серийными вагонами ЛМ-68М. Кузов вагона, как и у ЛВС-66, выполнили из двух симметричных секций. Была усовершенствована система управления вагоном, применены тяговые двигатели мощностью 60 кВт. Низковольтные цепи питались от статического преобразователя типа БПН. Освещение салона выполнено люминесцентными лампами в индивидуальных светильниках. Первая дверь в передней секции состояла из двух створок, открывавшихся внутрь салона. В отличие от серийных вагонов ЛМ-68М, в кабине место водителя расположили с правой стороны по ходу движения, при этом перенесли контроллер под правую руку, а пневматический тормозной кран — под левую. По мнению медицинских работников, такое расположение приборов должно было снизить утомляемость водителя в ходе работы. Впервые в ленинградских трамваях двойные сидения для пассажиров разместили с левой стороны, а одиночные справа. Опытный вагон поступил в трамвайный парк имени Котлякова г. Ленинграда.
В 1982 году было выпущено ещё два вагона ЛВС-80. В них было изменено остекление кабины водителя. С правой стороны были убраны небольшие форточки в средней части окна, а с левой вместо симметричного правому окну выполнили два окна по типу вагонов ЛМ-68М, узкое и стандартной величины с форточками в средней части. Кроме этого вагоны получили вырезы фальшбортов в районе опорной тележки для удобства её осмотра. Для испытаний они также были направлены в парк им. Котлякова. Последний вагон был построен в 1984 году. В опытном порядке он был оснащён двухрычажным пантографом Усть-катавского вагоностроительного завода. В 1985 году были проведены испытания поезда из вагонов ЛВС-80 по системе многих единиц на 52 маршруте.

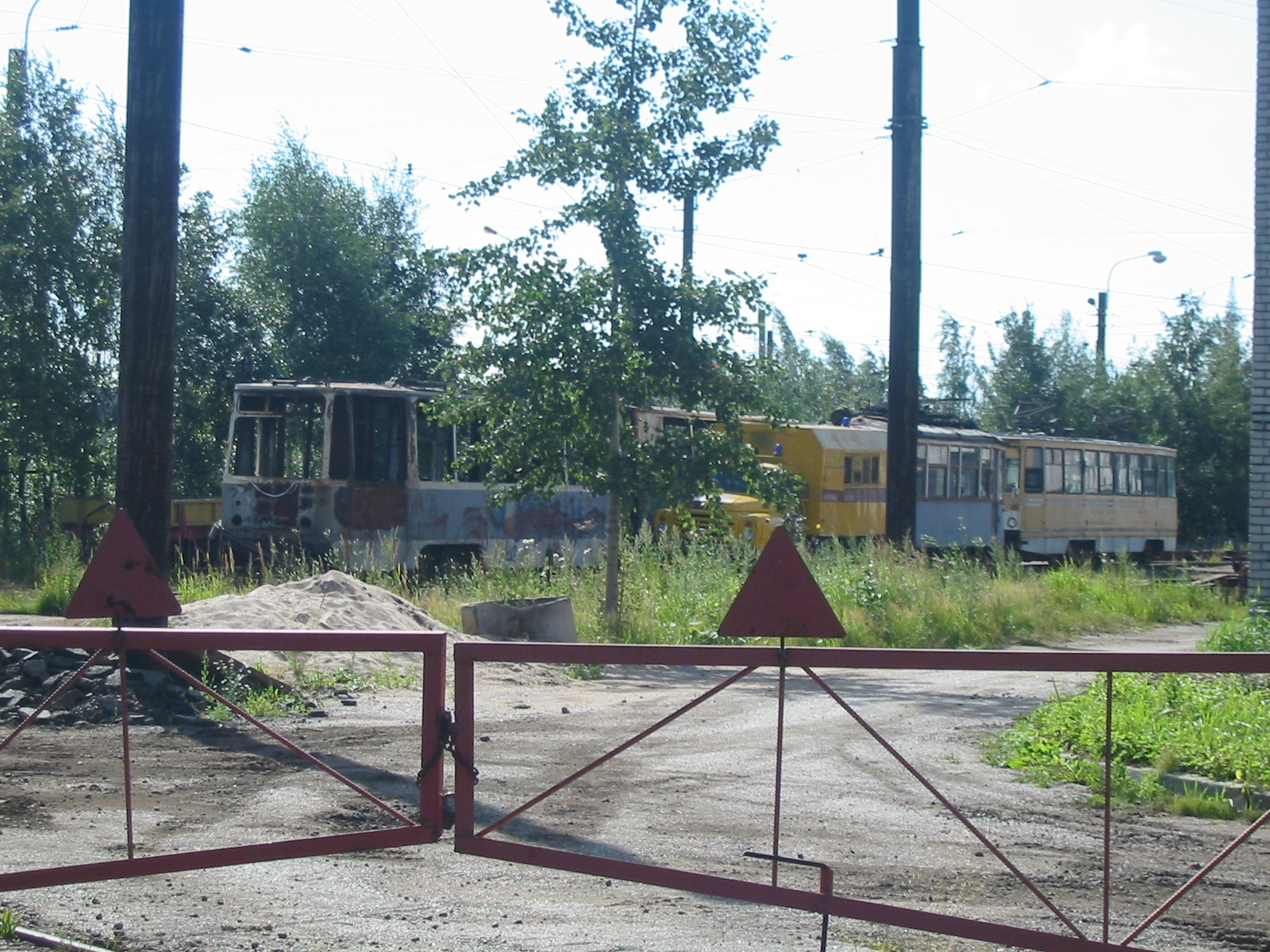
Трамвай ЛВС-80 №9007 после списания использовался как тренажёр аварийных бригад, и стоял в службе пути №4 на конечной Хасанская улица (2005)

В 1984 году для оценки результатов испытаний опытных вагонов была собрана межведомственная комиссия, которая отметила недостаточную надёжность статического преобразователя БПН и тягового оборудования завода «Динамо». К тому же «Динамо» был не готов строить серийно электрооборудование для сочленённых вагонов. Также было признано неудачным правостороннее расположение органов управления в кабине. В октябре 1986 года два первых вагона ЛВС-80 были модернизированы на ЗРГЭТ. Модернизация заключалась в замене электрооборудования на «стандартное» от вагонов ЛМ-68М, с рядом доработок. Переделка кабины виделась весьма затратной, поэтому решено было заменить её на кабину от вагона ЛМ-68М. В результате этого вагоны получили четырёхстворчатую первую дверь, при этом вход в кабину выполнили через сдвижную дверь в салоне. Также в салон из-под вагона была перенесена часть электрооборудования, которое разместили в отдельном шкафу по левой стороне вагона за кабиной водителя. Статический преобразователь заменили мотор-генератором, а освещение салона выполнили лампами накаливания. На крыше обеих секций поместили короба с розетками для соединения электрических цепей секций между собой. Внесённые изменения оказались существенными, поэтому после модернизации такой вагон обозначили ЛВС-86. Два других ЛВС-80 подвергли аналогичной модернизации в течение 1987 года. Модернизированные вагоны находились в эксплуатации до 1995 года.

## Технические характеристики
Опытный шестиосный трамвайный сочленённый вагон типа ЛВС-80 предназначен для перевозки пассажиров по городским и пригородным трамвайным путям и рассчитан на эксплуатацию как одиночными вагонами, так и в составе из двух вагонов, управляемых по системе многих единиц.
Кузов цельнометаллический сварной несущей конструкции состоит из двух секций, соединённых посредством силового узла и гибкого сочленёния. Каркас кузова выполнен из катаных и штампованных профилей, обшивка — из тонколистового проката. Расположенный над средней опорной тележкой узел шарнирного сочленёния обеспечивает механическое соединение секций кузова и их взаимное смещение в кривых или при изменении продольного профиля пути. Для внутренней обшивки стен и потолка применён слоистый пластик; пол выполнен из сосновых досок и сверху покрыт рифлёным резиновым ковриком. В пассажирском салоне установлены мягкие сидения поперечного расположения (с правой стороны одинарные, с левой — двойные). В кабине управления, отделённой от пассажирского салона перегородкой с задвижной дверью, находится пульт управления и соответствующая аппаратура, а также сидение для водителя. Вагон имеет 4 входные двери: по 2 на каждой из секций. Открывание и закрывание дверей производится с помощью пневмопривода централизованно из кабины водителя. Окна салона — с раздвижными форточками. Пассажирское помещение отапливается электропечами, кабина водителя — с помощью калориферной установки. Вентиляция пассажирского помещения естественная через люки в крыше и сдвижные форточки окон. Освещение люминесцентное с питанием от статического преобразователя, аналогичного применённому на четырёхосном вагоне 71-267. В вагоне имеется радиотрансляция, звуковая и световая сигнализация.
На моторных тележках установлено по 2 тяговых электродвигателя смешанного возбуждения типа ДК-261Б мощностью по 60 кВт. Подвеска двигателей — опорно-рамная, редуктор — двухступенчатый. Питание электродвигателей осуществляется от контактной сети с номинальным напряжением постоянного тока 600 В через токоприёмник пантографного типа, установленного на крыше вагона. Система управления вагонов косвенная полуавтоматическая с групповым контроллером. Питание цепей управления к вспомогательного оборудования осуществляется от статического преобразователя. Служебное торможение осуществляется злектродинамическим реостатным тормозом, а дотормаживание вагона до полной остановки производится механическими тормозами с пневмопружинным приводом. Для обеспечения экстренного торможения каждая тележка оборудована злектромагнитными pельсовыми тормозами. Силовое и тормозное оборудование размещено под вагоном на раме и тележках.
Шарнирно-сочленённый вагон снабжён двумя крайними моторными и средней опорной тележками. Тележки по конструкции аналогичны тележкам 4-осного вагона типа ЛМ-68M, однако имеют ряд усовершенствованных узлов (тормозной привод, рессорное подвешивание и др.). В связи с расположением опорной тележки под узлом шарнирного сочленёния её надрессорная балка выполнена в виде кривого бруса с опущенной средней частью. Рессорное подвешивание тележек состоит из комплекта четырёхрядных цилиндрических пружин, которые работают в сочетании с гидравлическими гасителями колебаний. Колёса всех тележек подрезиненные.
Пневматическое оборудование вагона используется в качестве привода тормозной системы, для открывания и закрывания дверей, опускания подвагонной предохранительной сетки, подачи звуковых сигналов, для управления реверсором ПР-759В, стеклоочистителями и песочницами. Пневматическая система разделена на магистрали высокого и низкого давления. Питание пневносистемы производится при помощи компрессора типа ЭК-4.